# Municipio de Romita
El municipio de Romita es un municipio del estado de Guanajuato en México.

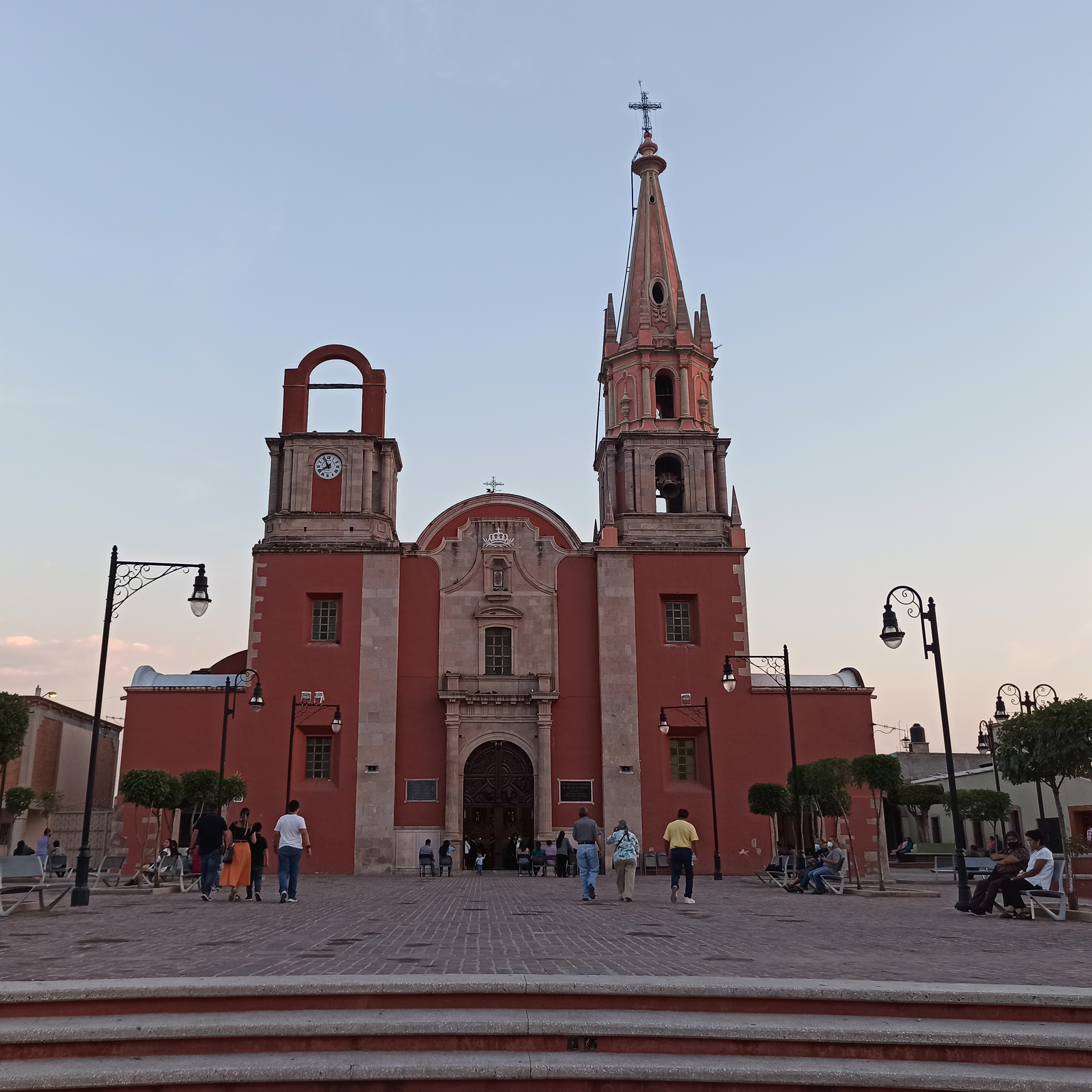
Parroquia de Santa María de Guadalupe.

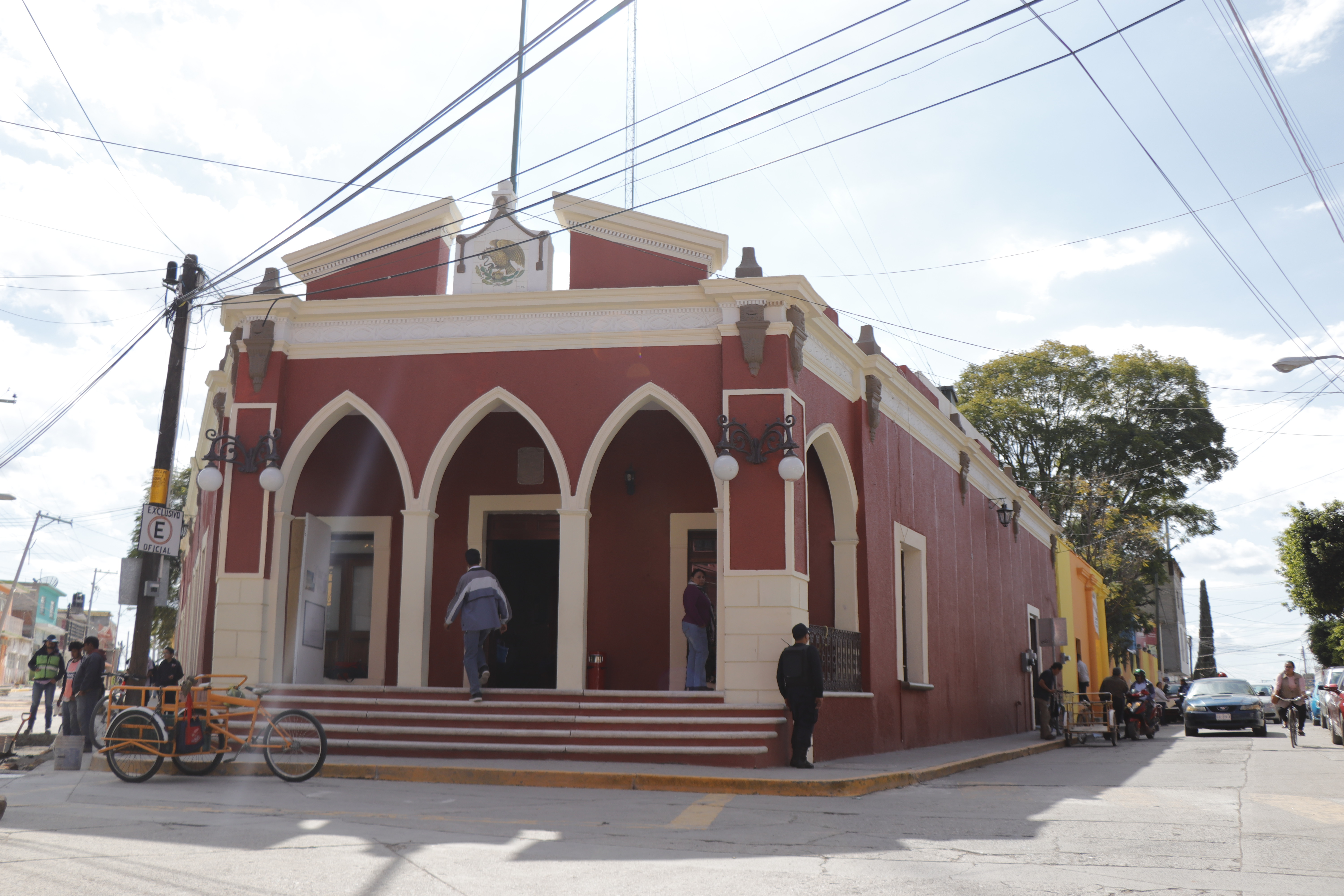
Presidencia municipal.

## Historia
Los registros históricos de la ciudad de Romita se perdieron durante la Revolución mexicana llevada a cabo por los villistas. Se ha recabado información por el profesor José Gómez Moncada, haciendo de dominio público la siguiente información:
En 1553, siete familias llegaron a tierras cercanas a la Aldea de Silao. A principios de 1832 con el crecimiento de la población se hizo la petición al gobierno que se erigiera un pueblo en terrenos de la Hacienda de la Laja. Así, el 29 de abril de 1832, Pascual Peñaranda, dueño de la hacienda antes citada, Ignacio Maza Rivas propietario de la hacienda de la Gavia de Rionda y Fray Manuel Almorrosta fraile del lugar, fundan el pueblo con el nombre de Romita de Liceaga, en honor de José María Liceaga, héroe de la insurgencia de México y oriundo de la hacienda de la Gavia. Luego de la aprobación del decreto número 59 del Congreso del Estado de Guanajuato, se crea el Pueblo de Nuestra Señora de Guadalupe Romita de Liceaga, Guanajuato.
A continuación el texto de dicho decreto:
"Decreto Núm. 159. 29 de abril de 1832. El congreso Constitucional del Estado, decreta:
"Art. 1. Admitiéndose al ciudadano Pascual Peñaranda la donación que hace del terreno de que es dueño y que puede comprenderse en parte en el área de La Laja, se concede que esta reunión se erija en pueblo denominándose Pueblo de Nuestra Señora de Guadalupe, Romita de Liceaga. 
"Art. 2. El gobierno, por los medios que son de su resorte, intervendrá en que el área se designe con arreglo a las leyes vigentes.
"Art. 3. Vigilara también que previo el avalúo legal de los terrenos de aquellos propietarios que no los hayan cedido para el área del pueblo, se les indemnice por los habitantes de La Laja, haciendo con oportunidad los pagos así como lo han ofrecido. 
"Art. 4. Tomara las providencias que juzgue convenientes a efecto de que se realicen en su totalidad las promesas de aquel vecindario, sobre construir cárceles de ambos sexos, cuartel para la milicia y los demás locales públicos indispensables.
El 28 de febrero de 1916 el Congreso del Estado le concede al pueblo el título de villa.
El 20 de junio de 1970, el Congreso local le otorgó el título de ciudad.
Durante el año 2002 se originó un conflicto social de dimensiones nunca antes vistas en el municipio de Romita de Liceaga, Gto., cuando un nutrido número de pobladores de la demarcación se incorformaron por la extracción de agua de pozos ubicados en territorio romitense para ser conducida al vecino municipio de León, ciudad más importante del estado y capital económica de la entidad, la cual sufría problemas de abasto del vital líquido, dicha extracción estaba sustentada plenamente en el artículo 27 de la constitución y el municipio de León había cumplido con todos los requerimientos legales para ser dotado de este bien nacional.
Ante esto se conformó un movimiento social, encabezado por Heriberto Calderón Amador, oriundo del estado de Jalisco, con el fin de impedir la extracción de agua de diversas comunidades, que realizó infinidad de manifestaciones fuera del Palacio Municipal. Ante la falta de acuerdo con las autoridades municipales encabezadas entonces por el alcalde de extracción panista, Elías Hernández Ontiveros los inconformes solicitaron al Congreso del Estado la revocación del mandato del Ayuntamiento romitense mismo que por ley no podía proceder y establecieron un plantón permanente a las afueras de la Presidencia Municipal. Mientras tanto el Gobierno del Estado de Guanajuato que encabezaba Juan Carlos Romero Hicks hacía llamados al diálogo y a la solución pacífica del conflicto. 
El conflicto social tomó tintes violentos el 18 de junio de 2002, cuando luego de una reunión entre delegados de comunidades rurales del municipio con los integrantes del cabildo romitense se produjo un enfrentamiento entre manifestantes armados con piedras y palos y elementos de la Policía Municipal, de las Fuerzas de Seguridad Pública del Estado y policías ministeriales que dejó como saldo más de 150 detenidos, decenas de lesionados y evidencias de exceso de fuerza policial y abusos a los derechos humanos por parte de los elementos de seguridad pública, fue una jornada larga para todos los romitenses, el alcalde estuvo trabajando sin descanso para que se liberara a los detenidos y no se levantaran cargos en contra de ninguno, lo que logró, apoyado por el ayuntamiento en turno y el gobierno del estado, todo esto ocurrió mientras que el líder de dicho movimiento cívico se dio a la fuga y nadie sabía de su paradero. 
Finalmente el movimiento social se desfondó por intereses particulares y políticos de sus líderes y por problemas entre los integrantes del llamado Movimiento Cívico Romitense y terminó por disolverse sin lograr su cometido. Las obras de extracción de agua se concretaron y el vital líquido es transportado a la ciudad de León desde hace ya varios años.
Como parte de los efectos de la crisis económica de 2009 en las finanzas públicas mexicanas que afectó a algunos municipios del estado entre ellos a San Miguel de Allende y Romita, el alcalde romitense, Felipe Durán Muñoz, declaró a su municipio en bancarrota el 15 de julio de 2009. De acuerdo con sus declaraciones, no había recursos suficiente en las arcas municipales para pagar a los trabajadores ni para prestar servicios públicos, entre ellos seguridad pública, recolección de basura.

## Demografía

### Localidades
En el censo de 2020 el municipio de Romita contaba con 267 localidades.
| Código INEGI      | Localidad             | Población (2020) |
| ----------------- | --------------------- | ---------------- |
| 110260001         | Romita                | 24 757           |
| 110260032         | Mezquite Gordo        | 1 952            |
| 110260023         | El Jagüey             | 1 843            |
| 110260018         | Gavia de Rionda       | 1 717            |
| 110260077         | La Sardina            | 1 363            |
| 110260025         | Las Liebres           | 1 298            |
| 110260015         | El Escoplo            | 1 191            |
| 110260145         | Rafael Corrales Ayala | 1 104            |
| 110260074         | Santa Rosa de Rivas   | 1 027            |
| 110260053         | San Clemente          | 1 015            |
| 110260002         | Los Amoles            | 1 004            |
| Otras localidades | Otras localidades     | 27 495           |
| Total municipal   | Total municipal       | 65 766           |

## Gobierno y política
Romita es uno de los  46 Municipios Libres pertenecientes al Estado de Guanajuato, cuya Constitución Política establece que:
"ARTÍCULO 106. El Municipio Libre, base de la división territorial del Estado y de su organización política y administrativa, es una Institución de carácter público, constituida por una comunidad de personas, establecida en un territorio delimitado, con personalidad jurídica y patrimonio propio, autónomo en su Gobierno Interior y libre en la administración de su Hacienda."
"ARTÍCULO 107. Los Municipios serán gobernados por un Ayuntamiento. La competencia de los Ayuntamientos se ejercerá en forma exclusiva y no habrá ninguna autoridad intermedia entre los Ayuntamientos y el Gobierno del Estado."

### División administrativa
En Romita existen las siguientes comunidades: Gavia de Rivas, Gavia de Rionda, La Gavia, La Muralla, Monte de Hoyos (El Monte),San Isidro Ojo de Agua,  Ojo de Rana, San José de Solís (La Garita), Los Amoles, La Sardina, Santa Efigenia, Santa Rosalía de Gavia, Nuevo San Ramón, Pedregal de Barroso, Pedregal de Martínez, Pedregal de Rangel, San Antonio Cerro Prieto, San Carlos del Jagüey, San Clemente, San Francisco de Gavia, San Gonzálo,  San José del Paraíso, San Luisito de Amoles, San Miguel del Huaricho, San Pedrito de López, San Ramón, Santa Rosa de Rivas, Santa Gertrudis, Silva, Tierras Blancas, Tuna Agria, Valenciana de Gavia, Vista Hermosa, San José del Jagüey, Santa Elena de la Cruz, Los Reyes de San José, La Angostura, Las Tablas, Las Liebres, Los Ángeles, Lourdes, Luz de Buenavista, El Escoplo, El Jagüey, El Mármol, El Paraíso, El Tejamanil, Belén de Gavia, Corea del Huaricho, Carmén de Sánchez, Cruz de Aguilar, San Antonio del Pochote, El Camaleón, El Huaricho, Maritas.
| NOMBRE                         | PERIODO   | PARTIDO |
| ------------------------------ | --------- | ------- |
| Daniel Vázquez                 | 1944      |         |
| J. Jesús Juárez                | 1946-1947 |         |
| Luis Reyes Padilla             | 1948      |         |
| Rafael García Meza             | 1949      |         |
| Cayetano Hernández             | 1950-1951 |         |
| Francisco Paul Aguilera        | 1952-1954 |         |
| Juan García Morales            | 1955-1957 |         |
| Aristeo Domínguez Castro       | 1958-1960 |         |
| Lucio Suárez Chagoya           | 1961-1963 |         |
| Ernestina Chavéz               | 1964-1966 |         |
| Isidro Ortega                  | 1967-1969 |         |
| J. Jesús Flores Estrada        | 1973      |         |
| Rafael García Meza             | 1973      |         |
| Mario Durán Vargas             | 1974-1976 |         |
| Rogelio Oliva                  | 1977-1979 |         |
| J. Dolores Urbieta Hernández   | 1980-1982 |         |
| Ma. Esther Salinas             | 1983-1985 |         |
| José Luis Arredondo Aguiano    | 1986-1988 |         |
| Rogelio Oliva Rodríguez        | 1989-1991 |         |
| Juvenal Tapia Frausto          | 1992-1994 |         |
| José de Jesús Rocha Reyes      | 1995-1997 |         |
| Hilario Navarro Ríos           | 1998-2000 |         |
| Elías Hernández Ontiveros      | 2000-2003 |         |
| J. Jesús Granados Calderón     | 2003-2006 |         |
| Felipe Durán Muñoz             | 2006-2009 |         |
| Juan Antonio Reyes Echevestre  | 2009-2012 |         |
| Rogelio López López            | 2012-2015 |         |
| Luis Ernesto Ramírez Rodríguez | 2015-2018 |         |
| Oswaldo Ponce Granados         | 2018-2024 |         |
| Pedro Kiyoshi Tanamachi Reyes  | 2024-2027 |         |

## Educación
- Colegio Particular Guadalupe.
- Escuela Primaria Urbana n.º 1 José María Liceaga
- Escuela Primaria Urbana n.º 2 Leona Vicario.
- Escuela Primaria Urbana n.º 3 Profr. Isidro Rivera Juárez.
- Escuela Secundaria Técnica #31 de la Comunidad de Las Liebres.
- Escuela Preparatoria Particular José María Liceaga, incorporada a la Universidad de Guanajuato.
- Miguel Hidalgo en Monte de Hoyos.
- Telesecundaria 720 en Monte de Hoyos.
- Video Bachillerato SABES en Monte de Hoyos.
- Escuela Telescundaria 343.
- Escuela Secundaria Oficial Petra Ríos.
- Escuela Telesecundaria Justo Sierra 1017 (Fundada por el prof. J. Jesús Serrano López).
- Escuela Primaria Urbana n.º 1 Insurgente José María Liceaga.
- SABES Cabecera Romita.
- Telebachillerato comunitario "Los Amoles"
- Casa de la Cultura "Margarita Fernández López"

## Fiestas y tradiciones

### Semana cultural
Se realiza en la última semana del mes de abril de cada año, comenzando el domingo anterior al 29 de abril y concluyendo el domingo posterior, para conmemorar la Fundación del Municipio de Romita de Liceaga, e incluye eventos culturales, artísticos, cívicos y deportivos, los cuales se llevan a cabo en el Jardín Principal y otras partes de la ciudad, siendo el 29 de abril el aniversario de la Fundación del Municipio.

### Fiestas Patrias
Durante los meses de septiembre y noviembre se realizan diversos eventos, tales como:
- 13 de septiembre: Día de los Niños Héroes
- 15 de septiembre: Grito de Independencia
- 16 de septiembre: desfile de la Independencia y combate de flores
- 20 de noviembre: Revolución Mexicana: En la comunidad de Monte de Hoyos se realiza un desfile por los alumnos de los diferentes centros educativos que son desde preescolar hasta preparatoria.

### Decembrinas
Durante los días de 3 al 12 de diciembre se realiza la tradicional fiesta del pueblo, donde hay peregrinaciones religiosas y danzas autóctonas, acompañadas de música en vivo y "toritos" en homenaje a la patrona de la ciudad Virgen de Guadalupe. La fiesta se ha celebrado por años y ya ha alcanzado un reconocimiento importante en la región.
En otros aspectos, del 16 al 24 de diciembre se celebran las tradicionales posadas y puesta de nacimientos navideños en las casas de la ciudad. Y en el 31 de diciembre las familias salen a festejar la venida del Año Nuevo a lo largo de todas las calles.

### Religiosas
- En Romita: La Virgen de Guadalupe 12 de diciembre
- El panteón (Romita): La Santa Cruz 3 de mayo
- En Monte de Hoyos:
- Sagrado Corazón de Jesús (mes de junio), Ascension del Señor (mes de mayo)

- En La Muralla y Cerro Prieto: San Antonio
- En Tejamanil, El Mármol, y En Ojo de Agua: San Isidro 15 de mayo
- En Santa Efigenia, La Rana, y San Ramón Nuevo: La Santa Cruz
- En Santa Rosa De Rivas:fiesta del 6 al 12 de enero
- En Mezquite Gordo 6 de enero
- En San José del Jagüey: 3 de mayo- La Santa Cruz y Semana Santa
- En las Liebres: 4 de julio - Nuestra Señora del Refugio y 11 de marzo
- En San Miguel del Huaricho: veneran a San Miguelito el 29 de septiembre
- En Carmen de Sánchez: 16 de marzo y el 16 de julio.
- En la Hacienda de San Clemente la santa cruz el 3 de mayo.
- San Vicente: "San Vicente De Paúl" 27 de septiembre.
- La Palma: La Divina Infantita 8 de septiembre.
- San Buenaventura: Señor de la Buenaventura 13 de julio.
- Barrio la Aldama: Santa Cecilia 22 de noviembre
- Los Ángeles 12 de enero Fiesta a la virgen